# Rok Jakopič
Rok Jakopič (* 11. Juli 1987 in Jesenice, SR Slowenien) ist ein slowenisch-kroatischer Eishockeyspieler, der seit 2012 bei den Al Ain Theebs in der Emirates Ice Hockey League unter Vertrag steht.

## Karriere
Rok Jakopič begann seine Karriere als Eishockeyspieler in seiner Heimatstadt in der Nachwuchsabteilung des HK Jesenice, dem HD mladi Jesenice, für den er von 2003 bis 2007 in der slowenischen Juniorenliga aktiv war. Parallel spielte der Angreifer von 2003 bis 2006 für den HK HIT Casino Kranjska Gora in der Slowenischen Eishockeyliga und für die Profimannschaft des HK Jesenice von 2005 bis 2007 in der Interliga. In der Saison 2007/08 erzielte Jakopič für den HD mladi Jesenice 28 Tore und insgesamt 46 Scorerpunkte in 33 Partien und wurde damit bester Torschütze und Topscorer der Liga. Während der folgenden Spielzeit kam er häufiger beim HK Jesenice in der Österreichischen Eishockey-Liga zum Einsatz. 
Im Sommer 2009 wurde Jakopič vom KHL Medveščak Zagreb, der neu in die Österreichische Eishockey-Liga aufgenommen wurde, verpflichtet. Dort fiel er aufgrund seiner doppelten Staatsbürgerschaft nicht unter das Ausländerkontingent. Bei Medveščak kam er auf Anhieb regelmäßig zum Einsatz, wobei er parallel auch für dessen zweite Mannschaft in der Slohokej Liga auflief, mit der er zudem Kroatischer Meister wurde. Die Saison 2010/11 begann er erneut bei Medveščak, für das er in 20 Spielen je zwei Tore und zwei Vorlagen erzielte und beim neu gegründeten Kooperationspartner, dem Team Zagreb, in der Slohokej Liga. Im Dezember 2010 wechselte der Doppelstaatler in die vierte deutsche Spielklasse, die Bayerische Eishockey-Liga, in der er bis zum Saisonende für den EC Pfaffenhofen in insgesamt 20 Spielen 25 Scorerpunkte, davon zwölf Tore, erzielte. Anschließend verließ er den Verein wieder und schloss sich zur Saison 2011/12 dem HDD Bled aus der Slohokej Liga an. Die Spielzeit selbst beendete er allerdings bei den Al Ain Theebs in der Emirates Ice Hockey League.                

### International
Für Slowenien nahm Jakopič im Juniorenbereich an den U18-Junioren-B-Weltmeisterschaften 2004 und 2005 sowie den U20-Junioren-B-Weltmeisterschaften 2006 und 2007 teil.

## Erfolge und Auszeichnungen
- 2008 Bester Torschütze der Slowenischen Eishockeyliga
- 2008 Topscorer der Slowenischen Eishockeyliga
- 2010 Kroatischer Meister mit dem KHL Medveščak Zagreb

## EBEL-Statistik
(Stand: Ende der Saison 2011/12)